# Lalit Kala Akademi
Pour les articles homonymes, voir Académie des beaux-arts.
La Lalit Kala Akademi ou Académie nationale des arts est l'académie nationale des beaux-arts de l'Inde. C'est une organisation autonome, établie à New Delhi en 1954 par le gouvernement de l'Inde pour promouvoir et propager la compréhension de l'art indien, dans et hors du pays.
L'institution offre des bourses d'études et parraine et organise des expositions artistiques en Inde et à l'étranger. Elle est financée par le ministère de la Culture.
L'académie possède plusieurs antennes:
- Bhubaneswar
- Madras
- Bangalore
- Garhi Delhi
- Calcutta
- Lucknow
- Shimla

## Activités

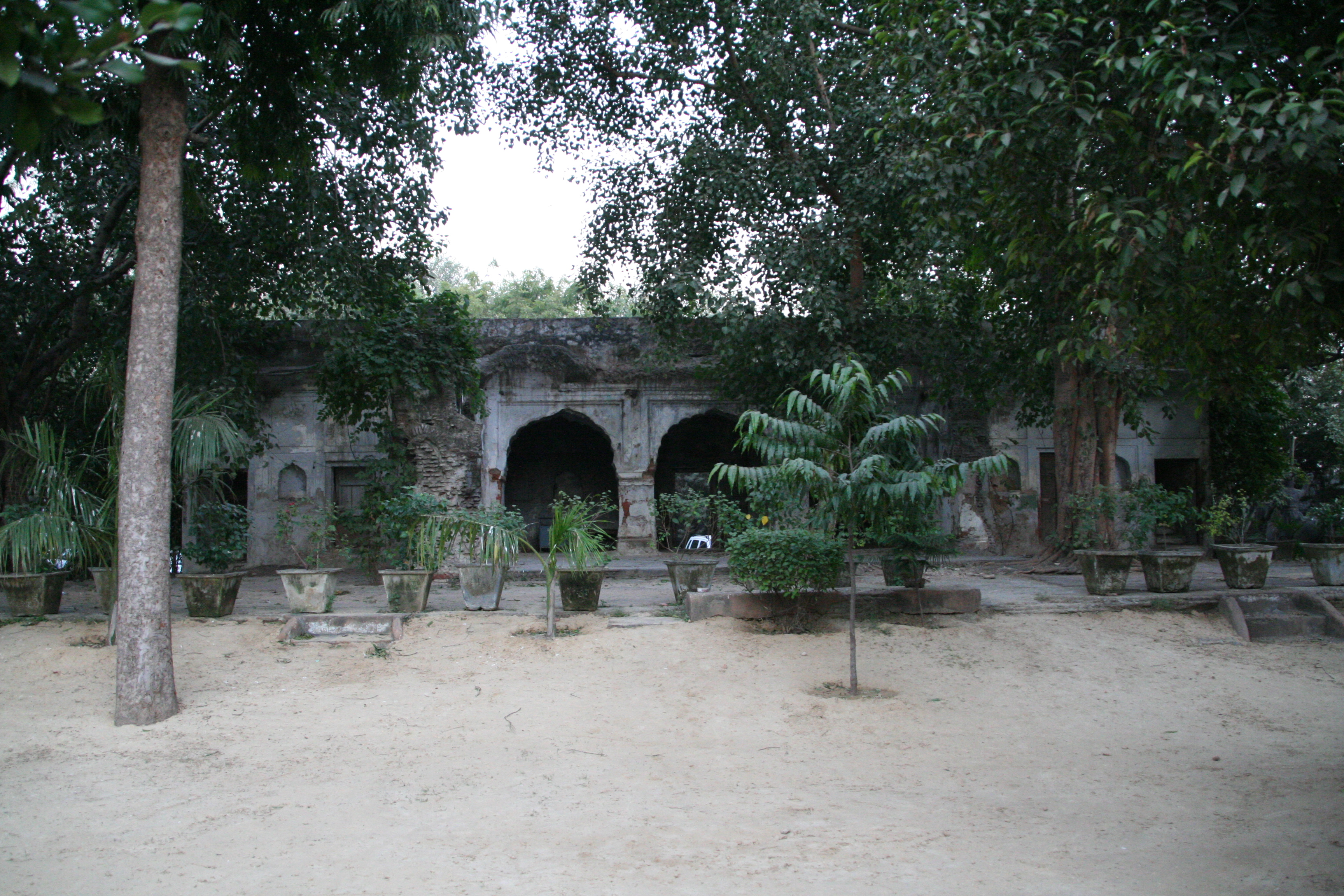
Les Garhi Art studios en 2013.

L'académie organise une exposition nationale d'art tous les ans : The Triennale-India, une exposition triennale internationale, à laquelle est associée le Rashtriya Kala Melas, un salon d'art.
Par ailleurs, l'académie met à disposition les Garhi Art Studios en tant que structure institutionnelle pour l'organisation de séminaires, d'ateliers d'artistes, de conférences-démonstrations et d'expositions.